# Red Dragon (espaçonave)

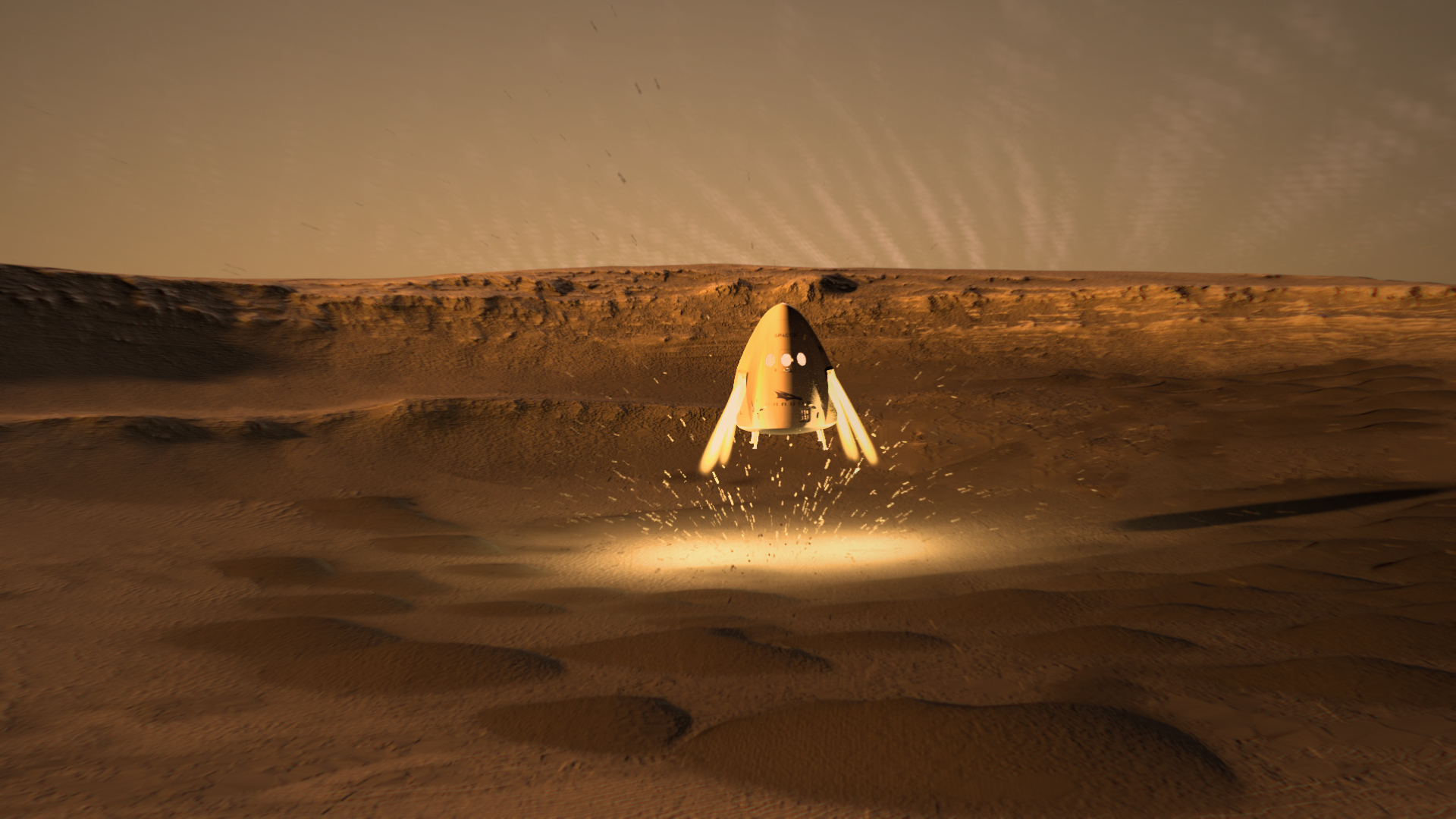
Arte conceptual do envio da Red Dragon a Marte.

A Red Dragon, seria uma espaçonave que foi proposta pela SpaceX à NASA, mas que não teve seu projeto adiante. Ela seria uma versão modificada da Dragon, porém sem sistemas de suporte a vida, mas sim como uma alternativa de baixo custo para missões de pouso em Marte, usando o foguete Falcon Heavy.
Os planos incluiriam por exemplo, o envio de um rover para retorno de amostra da superfície do planeta Marte, e simultaneamente testar procedimentos de entrada na atmosfera marciana.
O conceito foi proposto para receber fundos em 2012/2013 como parte do Programa Discovery, para lançamento em 2018.
O projeto não foi adiante, já que o próprio fundador da SpaceX, Elon Musk, confirmou em 2O18 que a empresa iria descontinuar o projeto e focar somente no foguete SpaceX StarShip.